# 斯特龍吉利島

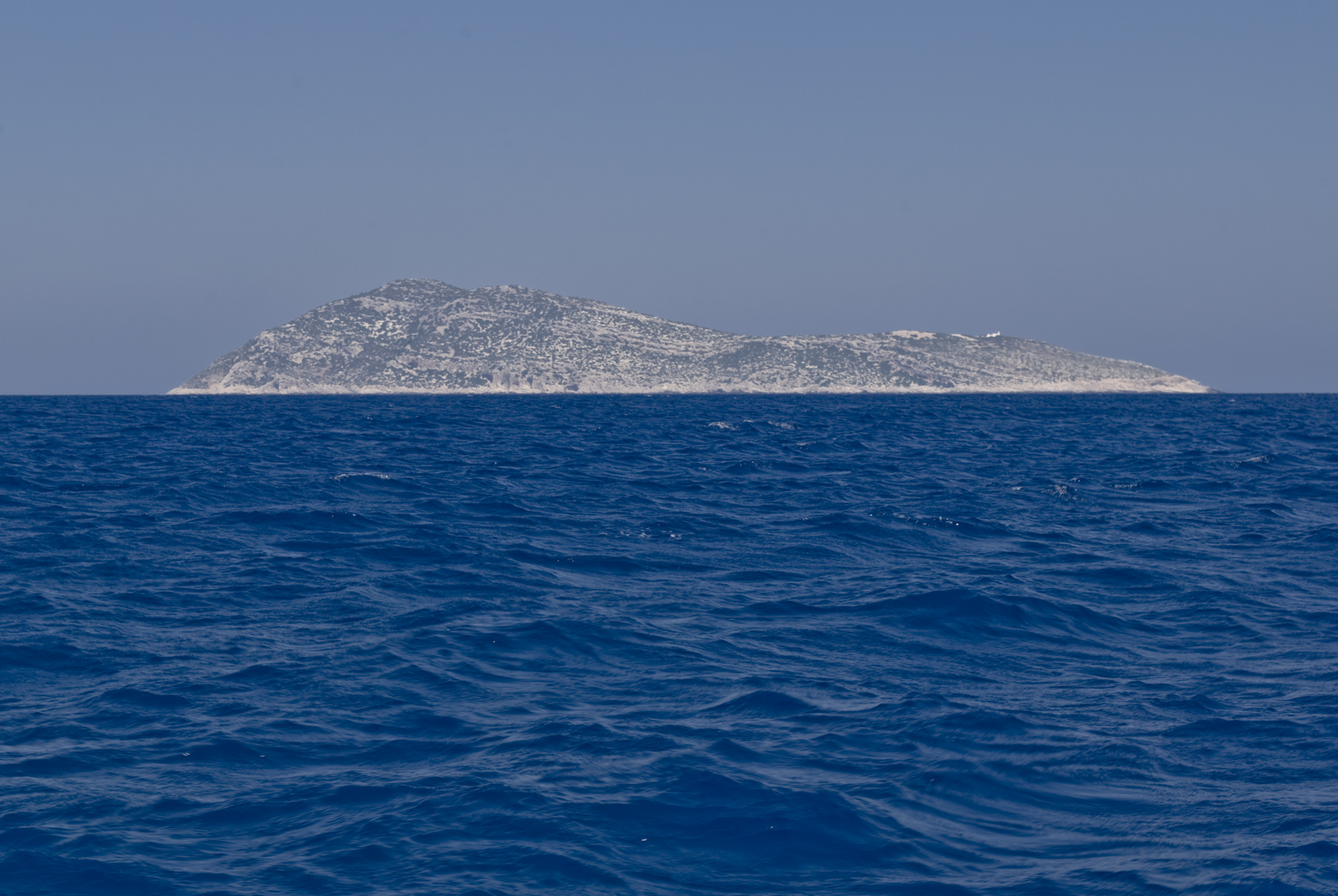

斯特龙吉利島（希臘語：Στρογγυλή）是希臘的島嶼，位於卡斯泰洛里佐岛東南面的地中海東部，由南愛琴大區負責管轄，屬於佐澤卡尼索斯群島的一部分，長1.5公里、寬0.7公里，面積0.9平方公里，島上無人居住。

## 外部連結
- Official website of Municipality of Megisti （英文） （希腊文）

36°06′55″N 29°38′04″E / 36.1153°N 29.6344°E